# Лази (Краківський повіт)
Лази (пол. Łazy) — село в Польщі, у гміні Єжмановиці-Пшегиня Краківського повіту Малопольського воєводства.
Населення — 477 осіб (2011).
У 1975-1998 роках село належало до Краківського воєводства.

## Демографія
Демографічна структура станом на 31 березня 2011 року:
|          | Загалом | Допрацездатний вік | Працездатний вік | Постпрацездатний вік |
| -------- | ------- | ------------------ | ---------------- | -------------------- |
| Чоловіки | 243     | 59                 | 151              | 33                   |
| Жінки    | 234     | 40                 | 132              | 62                   |
| Разом    | 477     | 99                 | 283              | 95                   |